# شتيفان نيكولاس
شتيفان نيكولاس هو منافس ألعاب قوى سويسري، ولد في 17 أبريل 1958.

## وصلات خارجية
- ستيفان نيكولاس على موقع أوليمبيديا (الإنجليزية)